# Kraniebrud - eller 'er du ikke lidt for ung til at optegne dine erindringer?
Kraniebrud - eller 'er du ikke lidt for ung til at optegne dine erindringer?' er en dansk børnefilm fra 2017 instrueret af Mads Hedegaard.

## Handling
En mand og noget af en families fortælling, der opstår og bryder sammen indenfor hukommelsens ganske begrænsede, opfindsomme og bevægelige rammer. En historie om et kranie der brydes og må heles igen. Ligesom fortiden, der må skrues sammen igen, både for den unge og for den gamle. Hvordan ses en oplevelse i lyset af en tidligere? Hvordan ses den tidligere i lyset af den nye? Hvordan formes et liv af de mange møder, der sker i løbet af det? Og hænger det hele egentligt overhovedet sammen?